# Filipe Fidanza
Filipe Augusto Fidanza (São José, Lisboa, 4 de setembro de 1844 — Oceano Atlântico, 20 de janeiro de 1903) foi um fotógrafo português radicado no Brasil. Considerado um dos mais importantes fotógrafos no Norte brasileiro, principalmente em Belém entre os século XIX e século XX.

## Vida
Filho de Fernando Gabriel Fidanza e Maria de Jesus, era neto paterno do italiano Giulio Fidanza ("Júlio Baptista Fidanza" ou "Fidança"), nascido em Florença e emigrado a Portugal com seu pai Raimondo Fidanza ("Raimundo Fidanza" ou "Fidança"), ambos atores que participaram da cena teatral portuguesa junto com vários outros italianos no início do século XIX. Seu bisavô, Raimondo Fidanza, foi também bailarino em várias representações operísticas na virada dos séculos XVIII e XIX como Ginevra di Scozia e L' amore stravagante, tendo sido mais tarde já em Portugal empresário teatral na ilha da Madeira.
Não se conhece o momento exato em que Filipe Fidanza chega ao Brasil, mas em 1867 sabe-se que já estava estabelecido em Belém como fotógrafo, com o ateliê Fidanza & Companhia (ou Photografia Fidanza) localizado no Largo das Mercês. Seu primeiro trabalho de destaque foi o registro dos preparativos para a visita de D. Pedro II a Belém em 1867, para anunciar oficialmente a liberação da navegação das nações amigas no Rio Amazonas em 1866.

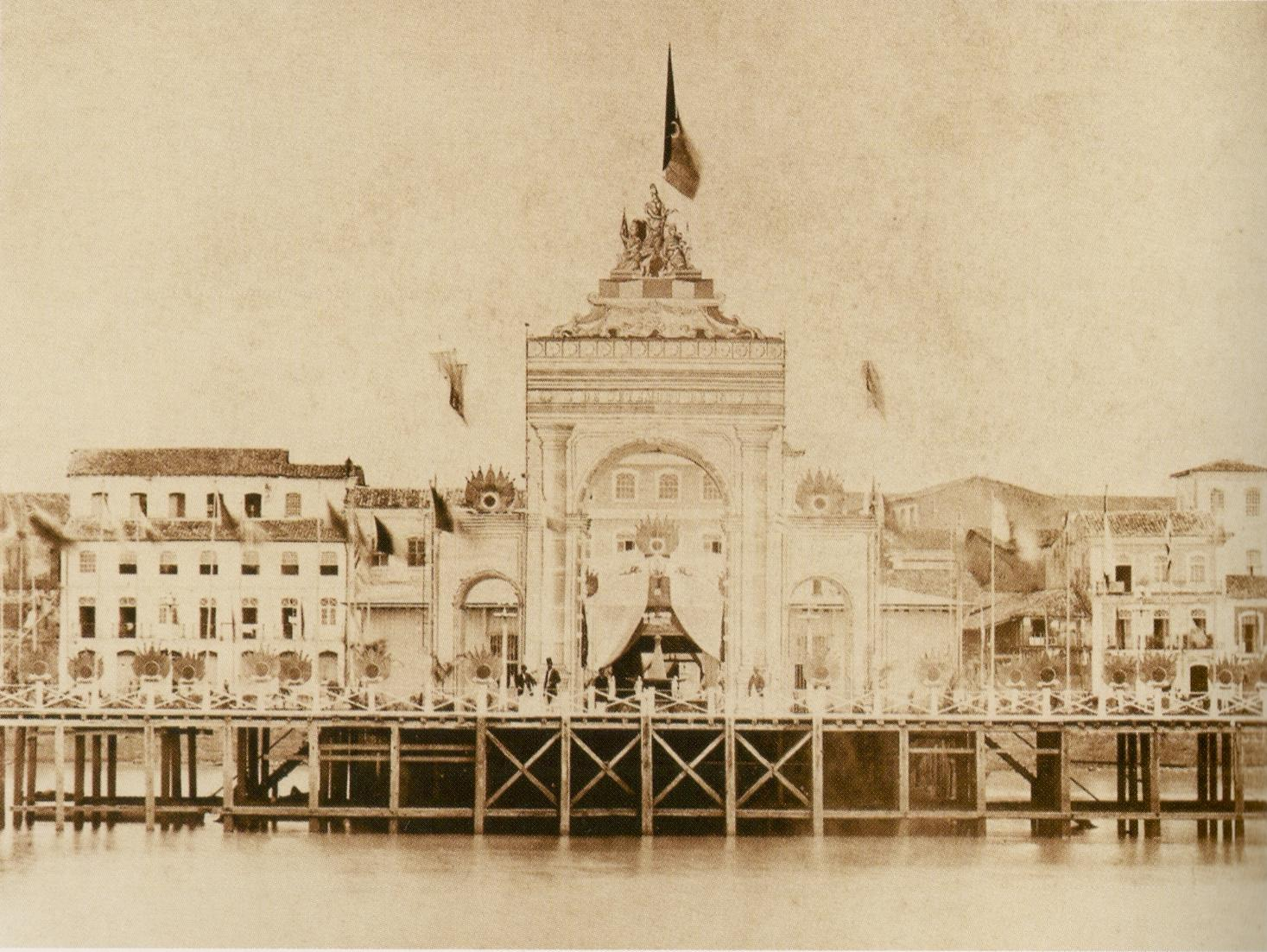
Arco Triunfal para a visita de D. Pedro II a Belém. Fotografia de F. A. Fidanza (1867)

Fidanza esforçava-se para incorporar as técnicas mais modernas a sua arte, viajando à Europa (Lisboa, Londres, Paris) tomar contato com os avanços na fotografia e divulgar seu trabalho.
Seu ateliê de retratos era concorrido, fotografou pessoas de várias classes sociais e étnicos, com cenários pintados ao fundo, caracterizando as personagens. também adquiriu fama como paisagista, dedicando-se à documentação urbana. Registrando as transformações urbanísticas que sofreu Belém durante a fase áurea do Ciclo da Borracha. Sendo um pioneiro em cartões-postais fotográficos no Brasil.
A modernização de Belém e do Pará em finais do século XIX foi registrada nas coleções Álbum do Pará (1899) e Álbum de Belém (1902), encomendadas pelo governador e pelo intendente, respectivamente. Sendo registradas as avenidas, praças e novas edificações, que mudava a aparência colonial para seguir os modernos modelos franceses de urbanização.
Em 1902, o presidente do estado do Amazonas encomendou-lhe fotografias para compor o Álbum do Amazonas, que foi impresso em Paris sem a supervisão do fotógrafo, contendo assim várias imperfeições. Gerando uma onda de comentários negativos sobre seu caráter ligados à produção do álbum, o que lhe causou grande desgosto.

### Morte e legado
Fidanza suicidou-se jogando-se ao mar durante viagem a bordo do navio alemão Christiania em 20 de janeiro de 1903 entre a Europa e a América do Sul, possivelmente entre a ilha da Madeira e as Canárias. 
Mesmo após sua morte, o estúdio Photografia Fidanza manteve o nome e continuou em funcionamento devido a fama. Com diferentes proprietários, a marca "Fidanza" foi utilizada até 1969, inclusive em cidades como Manaus e Recife.
Encontra-se colaboração artística da sua autoria na revista Brasil-Portugal (1899-1914)